# Liste des cuirassés lourds de l'Autriche-Hongrie
 (avril 2020).
Si vous disposez d'ouvrages ou d'articles de référence ou si vous connaissez des sites web de qualité traitant du thème abordé ici, merci de compléter l'article en donnant les références utiles à sa vérifiabilité et en les liant à la section « Notes et références ».
La marine austro-hongroise (allemand : kaiserliche und königliche Kriegsmarine) s'est lancée dans une politique de modernisation de sa flotte de guerre via la construction de cuirassés lourds au tout début du XXe siècle. Jusqu'à présent, l'Autriche-Hongrie avait à sa disposition une marine de taille très modeste principalement cantonnée à des opérations qui se limitaient à la Mer Adriatique. En effet, la plus grosse partie de la k.u.k. Kriegsmarine était constituée de cuirassés à coque en fer, de croiseurs, de navires dédiés à la défense côtière ainsi que de canonnières fluviales stationnées sur le Danube. Les contraintes budgétaires, le faible intérêt accordé par les élites politiques à la flotte maritime ainsi que l'opposition récurrente de la noblesse hongroise à tout projet d'expansion de la k.u.k. Kriegsmarine minèrent gravement son développement. Il fallut attendre la fin du XIXe siècle pour que de réels efforts soient entrepris. En 1897, la nomination de l'amiral Hermann von Spaun au poste de Secrétaire d'État de la Marine donna un premier coup d'accélérateur au projet de construction de vaisseaux de guerre lourds. C'est ainsi que la marine autrichienne commanda la construction de ses trois premiers vaisseaux de guerre de classe Habsburg.

## ClasseHabsburg
Les vaisseaux de guerre de classe Habsburg furent les premiers pré-dreadnoughts construits par l'Autriche-Hongrie, entre 1899 et 1902. La construction des navires de classe Habsburg est un véritable symbole du nouveau programme d'expansion navale lancé en 1897 sous l'impulsion de l'amiral Hermann von Spaun. Les vaisseaux de cette flotte étaient construits dans les chantiers-navals de la compagnie Stabilimento Tecnico Triestino, basés à Trieste. Le SMS Habsburg, lancé dès 1900, était le fer de lance de la classe Habsburg. Le second navire fut le SMS Árpád lancé une année plus tard, suivi par le SMS Babenberg en 1902. Les deux premiers navires furent modernisés entre 1910 et 1912.
| Navire               | Armement principal | Volume  | Propulsion                                                                | Service         | Service           | Service          | Service           |
| Navire               | Armement principal | Volume  | Propulsion                                                                | Quille posée    | Lancement         | Commission       | Statut            |
| -------------------- | ------------------ | ------- | ------------------------------------------------------------------------- | --------------- | ----------------- | ---------------- | ----------------- |
| SMS Habsburg (1900)  | 3 x 24 cm SK L/40  | 8,232 t | Deux cylindres, moteurs à vapeur à triple expansion verticale, 36,34 km/h | 13 mars 1899    | 9 septembre 1900  | 31 décembre 1902 | Démantelé en 1921 |
| SMS Árpád (1901)     | 3 x 24 cm SK L/40  | 8,232 t | Deux cylindres, moteurs à vapeur à triple expansion verticale, 36,39 km/h | 10 juin 1899    | 11 septembre 1901 | 15 juin 1903     | Démantelé en 1921 |
| SMS Babenberg (1902) | 3 x 24 cm SK L/40  | 8,232 t | Deux cylindres, moteurs à vapeur à triple expansion verticale, 36,76 km/h | 10 janvier 1901 | 4 octobre 1902    | 15 avril 1904    | Démantelé en 1921 |